# نیوزدی (زیمبابوه)
نیوزدی (به انگلیسی: NewsDay) اولین روزنامه مستقل زیمبابوه است که در سال ۲۰۱۰ بنیانگذاری شد.
انتشار آن در ۴ ژوئن ۲۰۱۰ آغاز شد و در هراره مستقر است.